# Хелий-3
Хелий-3 (3He) е изотоп на хелия, съдържащ 2 протона и 1 неутрон. За пръв път е изолиран през 1939 година от Луис Алварес и Робърт Корнъг в Калифорнийския университет в Бъркли. Хелий-3 не е радиоактивен и е един от двата (заедно с водород-1) стабилни нуклида, които имат повече протони, отколкото неутрони. Изотопът е много рядък на Земята, като се среща 10 хиляди пъти по-рядко от другия стабилен изотоп – хелий-4.